# Wolverton, Buckinghamshire
Wolverton är en ort i civil parish Wolverton and Greenleys, i kommunen Milton Keynes, i grevskapet Buckinghamshire, i England. Wolverton var en civil parish fram till 1974. Civil parish hade 13 113 invånare år 1961. Wolverton var ett distrikt 1920–1974 när blev den en del av Milton Keynes. Byn nämndes i Domedagsboken (Domesday Book) år 1086, och kallades då Wlverintone.